# 1997 AM22
1997 AM22 är en asteroid i huvudbältet som upptäcktes den 8 januari 1997 av Beijing Schmidt CCD Asteroid Program vid Xinglong-observatoriet.